# Lac Reymann
Pour les articles homonymes, voir Reymann.
Le lac Reymann (en anglais : Reymann Lake) est un lac américain dans le comté de Mariposa, en Californie. Il est situé à 3 067 mètres d'altitude au sein de la Yosemite Wilderness, dans le parc national de Yosemite.